# Mühlhausen (Affing)
Mühlhausen ist ein Gemeindeteil der Gemeinde Affing im Landkreis Aichach-Friedberg, der zum Wittelsbacher Land im Regierungsbezirk Schwaben in Bayern gehört.

## Geographie
Mühlhausen liegt an der Lechleite und an der Staatsstraße St 2035 (Augsburg–Neuburg). Das Dorf Mühlhausen ist ca. 4 km vom Autobahnanschluss Augsburg-Ost der A 8 und vom Flugplatz Augsburg entfernt. Auf dem Fahrradweg sind es ca. 6 km nach Augsburg. Durch Mühlhausen fließen die Friedberger Ach, der Leitengraben, der Rohrgraben, der Schwarzgraben und der Hörgelaugraben. Leitengraben und Rohrgraben unterqueren südlich von Mühlhausen die Friedberger Ach.

## Geschichte
Der Ort Mühlhausen wurde 1130 nach einer Güterschenkung an das Kloster Sankt Ulrich und Afra Augsburg in Augsburg als Mulehusen (zu den Häusern bei der Mühle) in einer alten Besitzliste des Klosters erwähnt. Im 12. Jahrhundert stand auf der Höhe über dem Ort, der das Eigentum der bayerischen Landesherren war, eine Burg, deren Bedienstete die Geschäfte des herzöglichen Amtes (officium Mulhausen) führten. Wittelsbachische Dienstmannen von Mühlhausen (erwähnt 1146–1217) erbauten die erste Burganlage. Nach dem Aussterben (1284/1287) der von Herzog Ludwig II. belehnten Marschalke von Schiltberg erhielt der Augsburger Bürger Konrad Lang von Wörth bis nach 1343 das Lehen und 1420 verwalteten die Land- bzw. Pflegegerichte Friedberg und Aichach das Mühlhausener Amt für die bayerischen Herzöge. 1388 wurde die Burg im Städtekrieg niedergebrannt.
Im April 1464 zog Markgraf Albrecht von Brandenburg im Krieg der Reichsstädte gegen Herzog Ludwig IX. gegen die Orte Mühlhausen, Aulzhausen, Miedering, Anwalting und Gebenhofen, brannte sie nieder und zerstörte die Burgen in Mühlhausen und Miedering. 1687 kam der Ort Mühlhausen in den Besitz der Hofmark Affing. 1821 waren noch Trümmer der Burg zu sehen (runde Türme an den vier Ecken und in der Mitte eine auf Gewölben stehende Gebäude-Ruine).
Um 1958 wurde in Mühlhausen die Flurbereinigung durchgeführt. Vor der Kreisreform gehörte die selbstständige Gemeinde Mühlhausen zum Landkreis Friedberg (FDB) und seit der Gemeindegebietsreform, die am 1. Mai 1978 in Kraft trat, gehört Mühlhausen zur Einheitsgemeinde Affing. Heute hat Mühlhausen über 1250 Einwohner. Die Einwohner sprechen bairische und schwäbische Dialektvarianten.

## Sehenswürdigkeiten

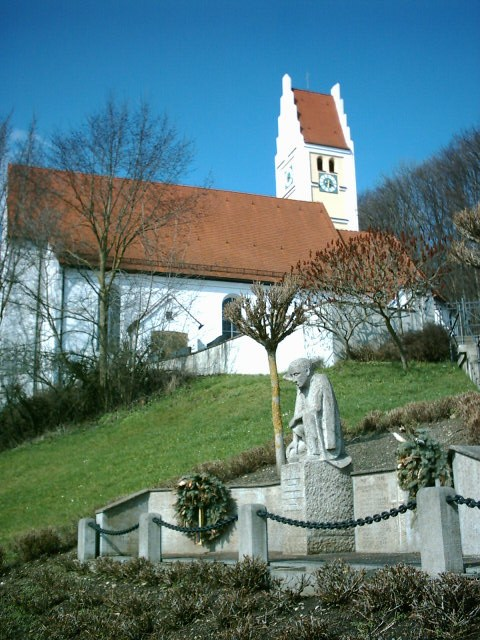
Pfarrkirche mit Kriegerdenkmal

Siehe auch: Liste der Baudenkmäler in Mühlhausen
- Katholische Pfarrkirche St. Johannes Baptist und Maria Magdalena. Der am Hang der Lechrain-Anhöhe errichtete Kirchenbau hat einen spätgotischen Satteldach-Turm mit dekorativen Treppengiebeln. Das erste Gotteshaus an dieser Stelle stammt aus der Zeit vor dem Jahre 1000. Die Decken-Fresken in Chor und Langhaus aus dem Jahre 1776 stammen von Johann Georg Dieffenbrunner. Das Gotteshaus wurde 1987/1988 renoviert, das Langhaus neu gebaut.
- Krieger- und Friedens-Denkmal (vor dem Friedhof, Einweihung 1990)
- Mittelalterlicher Burgstall Mühlhausen (nördlich der Pfarrkirche)

## Bodendenkmäler
Siehe: Liste der Bodendenkmäler in Affing

## Vereine
- Liederkranz Mühlhausen
- Sportanglerclub Mühlhausen
- Freiwillige Feuerwehr Mühlhausen
- Soldaten- und Kameradenverein Mühlhausen-Aulzhausen
- Burschenverein Mühlhausen-Aulzhausen
- TSV Mühlhausen
- Junger Chor Voice Mix